# Equinor

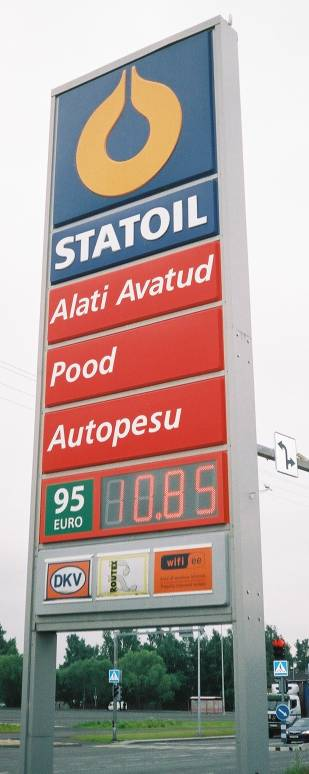
Panneau d'affichage d'une station service Statoil.

Equinor Asa (auparavant Statoil et StatoilHydro) est une compagnie d'énergie pétrolière et éolienne norvégienne fondée en 1972. C'est la plus grande entreprise de Norvège avec environ 29 000 employés. Equinor est coté à la bourse d'Oslo et au NYSE, néanmoins l'État norvégien détient toujours la majorité de la société, avec 70,26 % des actions, dont 3,26 % par Folketrygdfondet, le fonds national d'assurances. Le siège d'Equinor est situé dans la capitale norvégienne du pétrole, Stavanger. 
Le nom Equinor vient de la volonté de la compagnie de promouvoir l'équité (Equi) et ses origines scandinaves et nordiques (Nor). L'ancien nom, Statoil, venait d'une contraction de « State oil », ou Pétrole d'État, ce qui renvoyait l’image d’une société tournée exclusivement vers les énergies fossiles.

## Historique
Statoil a été fondée en 1972. 

Ancien logo de 2007 à 2009.

En 2004, Statoil subit une importante crise de confiance. Le PDG ainsi que le président du conseil d'administration démissionnent à la suite de la mise au jour d'une filière de corruption au sein de l'entreprise. Plusieurs managers avaient payé des pots-de-vin à des fonctionnaires iraniens pour décrocher des contrats juteux. 
En 2006, Statoil signe un accord d'achat des activités pétrolifères de son compatriote Norsk Hydro, faisant du groupe norvégien le numéro un mondial du pétrole offshore. Le 1er octobre 2007, après la fusion, le groupe se rebaptise « StatoilHydro ».
En 2009, « StatoilHydro » reprend son ancien nom Statoil, avec un nouveau logotype en forme d'étoile. Cette année là, le groupe implante sa toute première éolienne offshore flottante. 
En octobre 2014, Statoil vend sa participation de 15,5 % dans le champ pétrolier en Azerbaïdjan Shah Deniz à Petronas pour 2,25 milliards de dollars. Le même mois, le PDG du groupe, Helge Lund, annonce son intention de démissionner pour rejoindre BG Group. Eldar Sætre est nommé PDG par intérim, puis promu PDG de façon permanente en février 2015.
En septembre 2015, Statoil annonce prévoir fin 2016 une baisse de 20 % de ses effectifs par rapport au début 2015, à la suite de la baisse du cours du pétrole.
Mi‑2018, Statoil change son nom et son logo en « Equinor », pour de se séparer du mot « oil » (pétrole), à la suite de la diversification des activités de l'entreprise dans l'éolien et le solaire. Le nom Equinor marque un souci d'équité (Equi) et les origines scandinaves et nordiques (Nor).
En juillet 2019, Equinor vend une participation de 16 % dans Lundin Petroleum pour 1,56 milliard de dollars, ne gardant que 4,9 % des parts.
Fin novembre 2020, Equinor, avec la compagnie britannique SSE, annonce avoir finalisé le financement des deux premières tranches de la construction en mer du Nord du plus grand champ d'éoliennes au monde. Ce projet devrait voir le jour en 2026 et sa capacité totale atteindre les 3,6 GW.

En décembre 2020, le gouvernement norvégien valide le financement du projet Northern Lights d'Equinor, Shell et Total, visant à stocker 1,5 million de tonnes de CO2 d'origine industrielle sous la mer du Nord pour limiter l'effet de serre. C'est le plus grand projet de stockage de CO2 au monde.
En 2021, après avoir soumis une offre pour l’éolien offshore flottant à ScotWind, Equinor annonce commercialiser une nouvelle génération d'éoliennes offshores flottantes (concept dit « Wind Semi », pour semi-submersible) dans le but de les utiliser pour ce projet de 1GW, plus de 30 fois plus important que le projet actuel Hywind Scotland. Selon Sonja C. Indrebø (vice-présidente de Floating Offshore Wind d’Equinor), ce projet accélèrera la transition énergétique de l’Écosse vers le 'zéro net'.

## Actionnaires
Liste des principaux actionnaires au 22 novembre 2019:
| Gouvernement norvégien         | 67,0 % |
| Folketrygdfondet               | 3,27 % |
| Dodge & Cox                    | 1,37 % |
| Fidelity Management & Research | 0,84 % |
| Lazard Asset Management        | 0,83 % |
| The Vanguard Group             | 0,82 % |
| SAFE Investment                | 0,82 % |
| Storebrand Asset Management    | 0,60 % |
| KLP Kapitalforvaltning         | 0,55 % |
| DNB Asset Management           | 0,52 % |

## Compétences

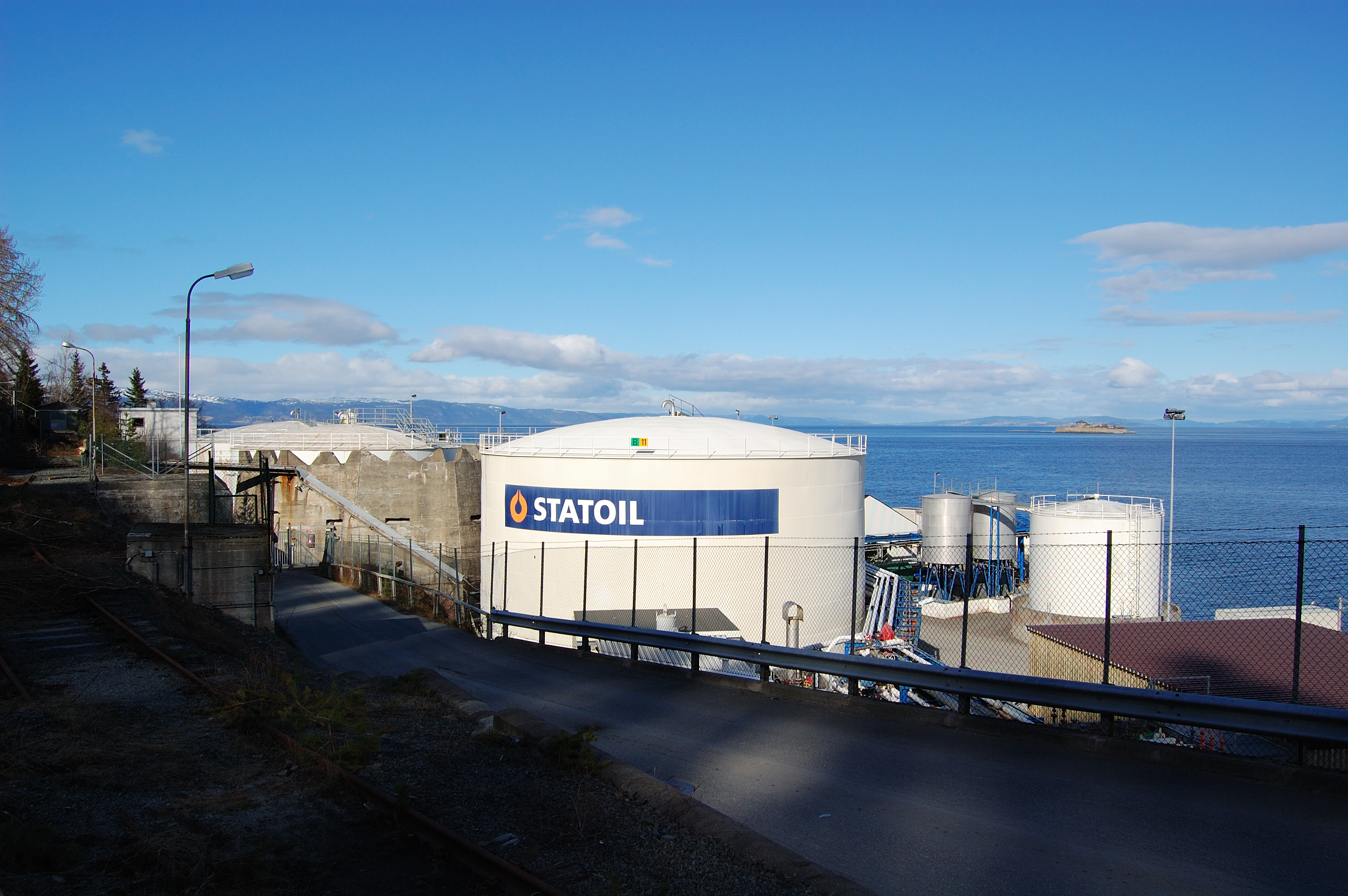
Réservoirs Statoil à Trondheim, Norvège

Le groupe est devenu l’un des plus grands distributeur de pétrole brut au monde, ainsi qu’un important fournisseur de gaz naturel du continent européen. Equinor possède également un réseau de 2000 stations-service dans neuf pays. Equinor est présent sur la plupart des continents : Norvège, Suède, Danemark, Allemagne, Pologne, Estonie, Lettonie, Lituanie, Grande-Bretagne, Irlande, Belgique, France, Russie, Vietnam, Singapour, Azerbaïdjan, Kazakhstan, Chine, Algérie, Angola, Nigeria, États-Unis et Venezuela.

## Organisation

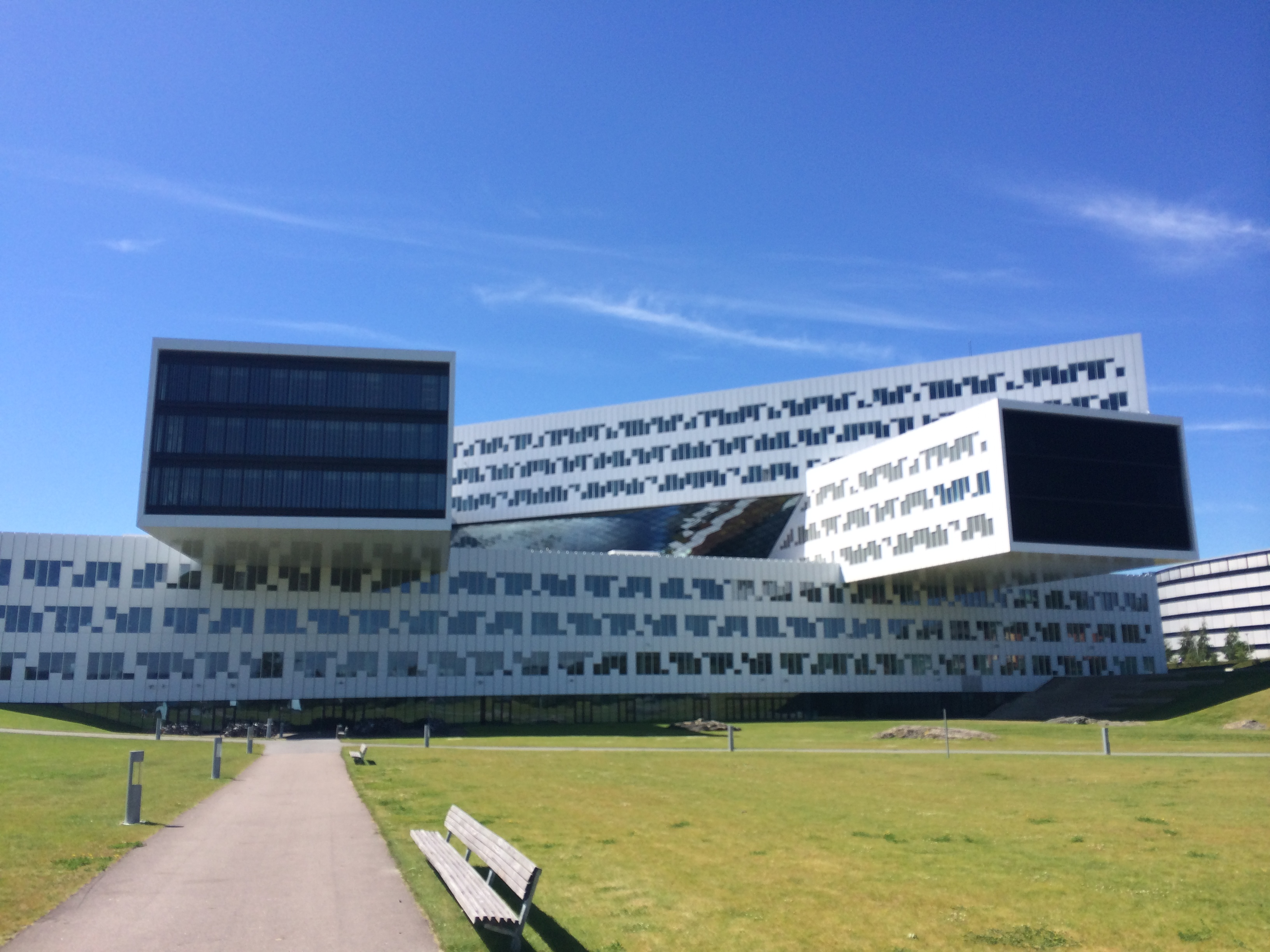
Les bureaux de Equinor à Fornebu (comté d'Akershus)

### Direction
De mi-2004 à octobre 2014, le PDG de la compagnie est Helge Lund, l’ancien PDG de Aker Kværner. Eldar Sætre prend la direction de l'entreprise par intérim en Octobre 2014, position régularisée en février 2015 (PDG).